# Херія
Херія (ісп. Geria) — муніципалітет в Іспанії, у складі автономної спільноти Кастилія-і-Леон, у провінції Вальядолід. Населення — 481 особа (2010).
Муніципалітет розташований на відстані близько 160 км на північний захід від Мадрида, 13 км на південний захід від Вальядоліда.

## Демографія
Динаміка населення (INE ):